# Captain Tomaday
Captain Tomaday (キャプテン・トマディ, en japonais) est un jeu vidéo du type shoot 'em up développé par Visco et édité par SNK en 1999 sur Neo-Geo MVS (NGM 0249),,.
Depuis 2020, le jeu est licencié par PixelHeart. Il a bénéficié d'une réédition sur Neo-Geo AES et Neo-Geo MVS ainsi qu'un portage sur Dreamcast.

## Système de jeu
Captain Tomaday est un shoot’em up à défilement vertical dans lequel le joueur incarne Captain Tomaday, une tomate mutante déterminée à stopper les "Eggplant Aliens". Grâce à ses poings télescopiques, il peut éliminer ses ennemis avec une grande précision. Le jeu repose sur un système de transformations permettant au héros d’acquérir de nouvelles capacités offensives. Ces transformations, déclenchées via des power-ups spécifiques, offrent une variété d’attaques uniques adaptées à différents types d’adversaires. Le joueur collecte également des objets bonus tels que des gemmes, des pièces et des power-ups qui améliorent les capacités de Captain Tomaday ou octroient des vies supplémentaires.